# Československý rozhlas

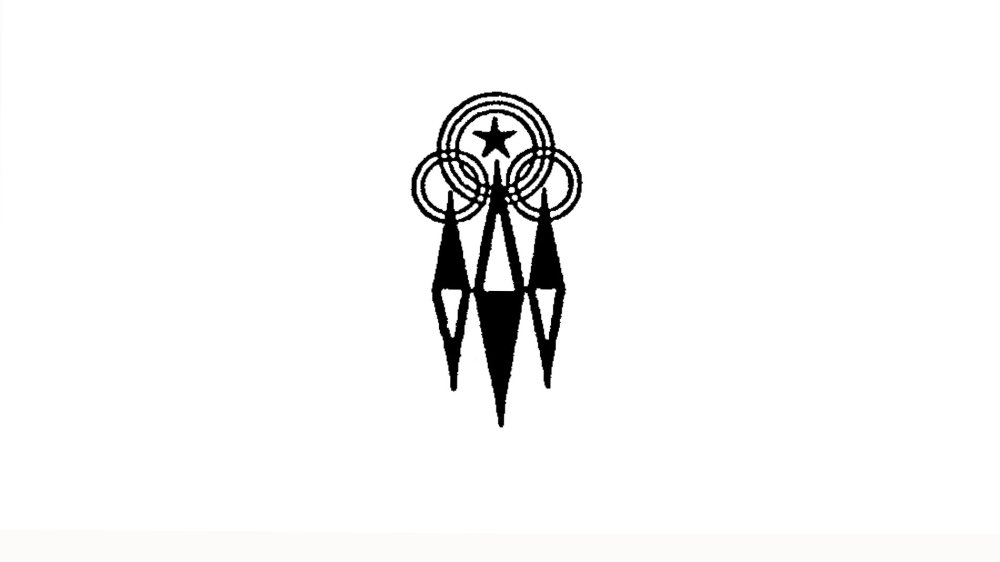
Logo 1973–1989

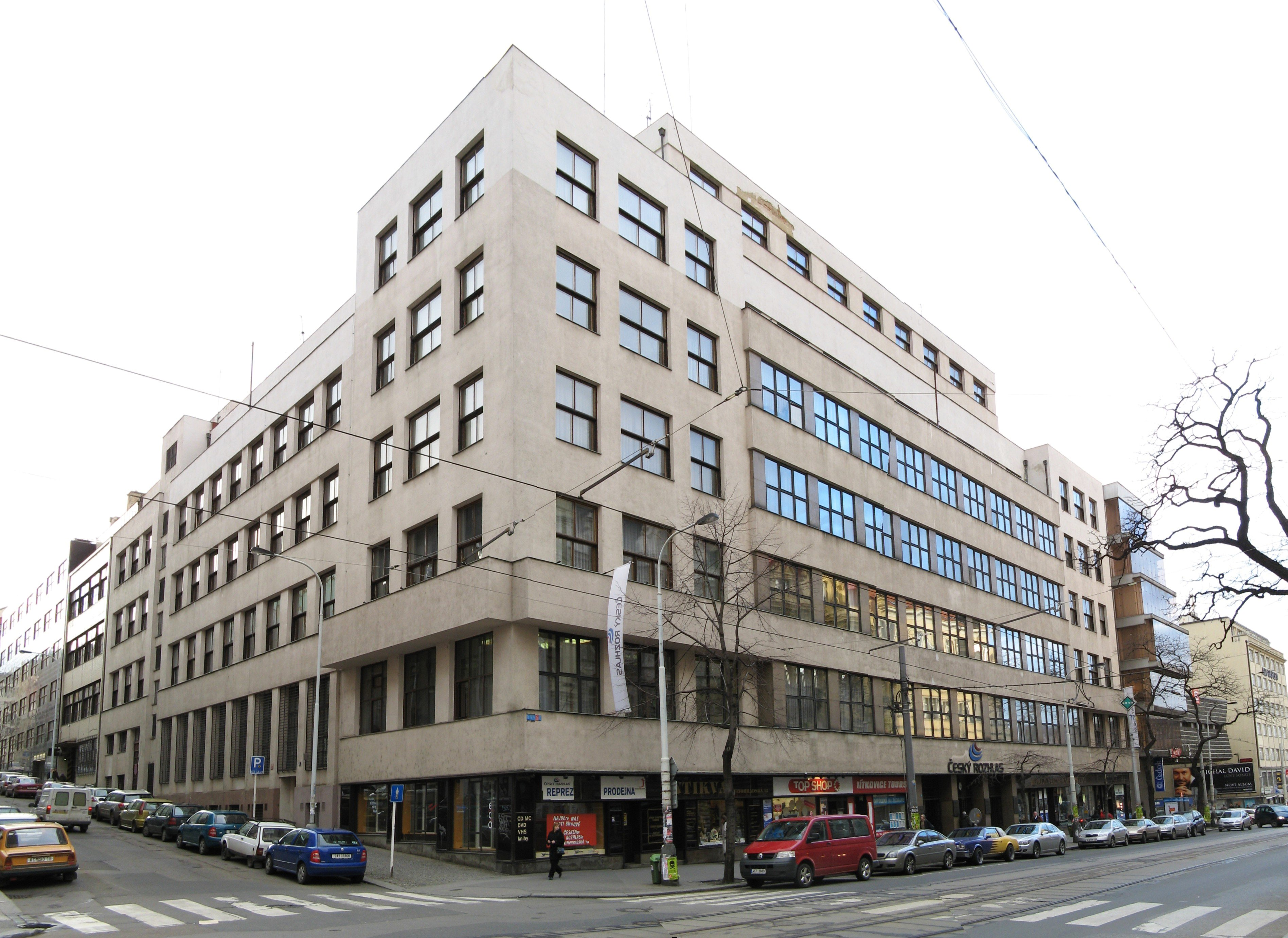
Rundfunkgebäude in Vinohradská

Československý rozhlas (deutsch: Tschechoslowakischer Rundfunk) war von 1948 bis 1992 die staatliche Hörfunkanstalt der Tschechoslowakei.

## Geschichte

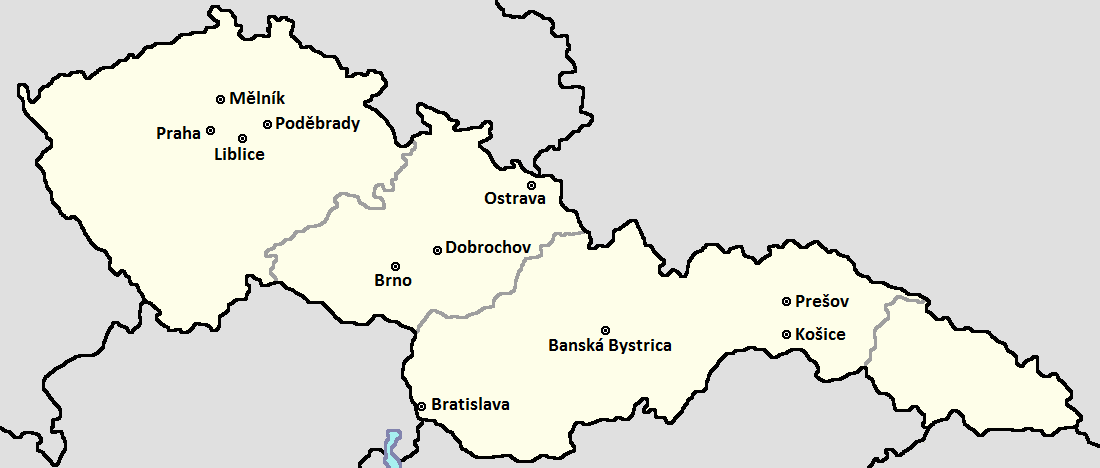
Senderstandorte der 1930er-Jahre

Der tschechoslowakische Rundfunk begann am 18. Mai 1923 als Radiojournal (eigentlich über Radiowellen verbreitete Zeitschrift) aus einem Zelt in Kbely (ab 1925 Sender Prag-Strašnice) auf der Grundlage des Telegrafengesetzes. 1924 zog er in die Foch-Straße um, die heutige Vinohradská (ab 1932 Haus-Nr. 12). Es folgten Sender in Brünn (Komárov, 1924), Bratislava (1926), Košice (1927), Ostrava (1929), Liblice (1931, Prag I), Banská Bystrica (1936) und Prešov (1938). 1936 wurde am Kurzwellensender Poděbrady der Auslandsdienst aufgenommen. Minderheitenprogramme starteten aus Prag auf Deutsch 1925 sowie aus Košice auf Ungarisch 1928 und auf Russinisch in den 1930er-Jahren.
Ab Oktober 1938 strahlte der Sender Mělník deutschsprachige Programme aus. Infolge der im Münchner Abkommen erzwungenen Abtretung des Sudetenlandes an Deutschland kam der Sender Ostrava-Svinov (Ostrau-Schönbrunn) als Sender Troppau zum Reichssender Breslau; als Ersatz wurde im Dezember 1938 der tschechische Sender Ostrava-Mariánské hory (Marienberg) eröffnet. Ebenfalls im Dezember 1939 wurde Radiojournal zum Česko-Slovenský rozhlas (Tschecho-Slowakischer Rundfunk). Nach der Errichtung des Protektorats Böhmen und Mähren wurde der slowakische Rundfunk formal selbständig. Im Protektorat existierte der Tschechische Rundfunk als Protektoratsrundfunk weiter. Der Reichssender Böhmen unterstand als einer der Reichssender direkt dem Propagandaministerium.
Der tschechische Rundfunk kehrte kurzzeitig zum Namen Radiojournal zurück, dann ab Juni 1939 Český rozhlas (Tschechischer Rundfunk), wobei der Sender Mělník als Reichssender Böhmen ausgegliedert wurde, ebenso der Kurzwellensender Podiebrad. Der Anfang 1939 fertiggestellte Sender Dobrochov (Dobrochau) verbreitete ab 1940 als deutscher Europa-Sender „Donau“ (später zusammen mit dem Sender „Alpen“ bei Graz) Propaganda in Richtung Südosteuropa, überwiegend in Wien produziert. 1940/41 verlor der Tschechische Rundfunk die Reste seiner Autonomie und kam als Rundfunk Böhmen und Mähren zur Reichs-Rundfunk-Gesellschaft (ab 1942 Sendergruppe Böhmen und Mähren mit Mělník).
Überwacht wurden sämtliche Sendungen von deutschen Zensoren in der sogenannten Deutschen Dienststelle im Tschechischen Rundfunk unter der Leitung des Sudetendeutschen Walter Maras und seines Mitarbeiters Georg Schneider.
So war beispielsweise die Erwähnung aller Ereignisse, bei denen die Tschechen in Opposition zum Deutschen Reich standen, unerwünscht.
Während der Rundfunk im Protektorat seine Freiheit verloren hatte, entstanden im Ausland neue tschechische Sendungen. Der Diplomat und Präsidentensohn Jan Masaryk sprach in der BBC und über die Stimme Amerikas. Dort machten die emigrierten populären Schauspieler Werich und Voskovec ihren Landsleuten in den so genannten „Schwarzen Viertelstunden“ Mut zum Durchhalten. Das Hören dieser Feindsender war auch im Protektorat strikt verboten und auf den Empfang ausländischer Sender stand im schlimmsten Falle die Todesstrafe.
Eine wichtige Rolle spielte der Tschechische Rundfunk während des Prager Aufstands Anfang Mai 1945 als der Sender das Signal zum Aufstand gegen die Besatzer gab und das Rundfunkgebäude in der heutigen Vinohradska-Straße heftig umkämpft war.
Nach dem Zweiten Weltkrieg wurde der wiedervereinte tschechoslowakische Rundfunk als Československý rozhlas (ČSRo) verstaatlicht, mit einem zweisprachigen ersten Programm (1970–89 Hvězda, d. h. Stern), dem tschechischen Programm Praha und dem slowakischen Programm Bratislava. 1951/52 ging der Langwellensender Topolná in Betrieb. 1953 begann das Fernsehen, das 1957 verselbständigt wurde (1970 zweites Programm). Im Prager Frühling 1968 spielte auch der Rundfunk unter Zdeněk Hejzlar eine Rolle. Im Hörfunk starteten 1972 die Programme Vltava (benannt nach dem Fluss Moldau, tschechisch) und Devín (nach der Burg Devín, slowakisch) sowie das mehrsprachige Interprogramm, 1986 das Musikprogramm Melodie.
Mit dem Ende der Tschechischen und Slowakischen Föderativen Republik stellte der Sender am 31. Dezember 1992 seine Arbeit ein und teilte sich in den Tschechischen (Český rozhlas, ČRo) und Slowakischen Hörfunk (Slovenský rozhlas, SRo) auf. Das erste Programm des Tschechischen Hörfunks heißt in Anlehnung an die Anfänge Radiožurnál.

## Leiter
- 1923–25: Richard Gemperle
- 1925–38: Ladislav Šourek
- 1938–40: Jindřich Dobiáš; 1939 Miloš Ruppeldt (Slowakei)
- 1940–41: Hubert Masařík (Böhmen und Mähren); 1939–44 Emil Rusko (Slowakei)
- 1942–45: Ferdinand Thürmer (Böhmen und Mähren); 1944 Ferdinand Hoffman (Slowakei, faktisch)
- 1945: Otakar Matoušek
- 1945–48: Bohuslav Laštovička
- 1948–52: Kazimír Stahl
- 1952: Josef Věromír Pleva
- 1952–53: Václav Kopecký
- 1953–54: Jozef Vrabec
- 1954–57: František Nečásek
- 1958–59: Jaromír Hřebík
- 1959–67: Karel Hoffmann
- 1967–68: Miloš Marko
- 1968: Zdeněk Hejzlar
- 1968–69: Odon Závodský
- 1969–70: Bohuslav Chňoupek
- 1970–89: Ján Riško
- 1989: Karel Kvapil
- 1989–90: Karel Starý
- 1990–91: František Pavlíček
- 1991: Richard Seemann
- 1991–92: Peter Duhan